# Antoni Nadal Rodó
Antoni Nadal Rodó (Barcelona, 24 de maig de 1902 - 17 de setembre de 1983) va ser un periodista cinematogràfic i editor català.
Abans de la guerra civil espanyola havia militat a la Federació de Joves Cristians de Catalunya i va treballar a les publicacions El Matí, Flama i Mirador. Admirador de Greta Garbo, el 1931 ell i Bartomeu Llongueras i Galí van crear la sala de cine Maryland a la Plaça d'Urquinaona de Barcelona, que fou estrenat el 9 de novembre de 1934.
Casat amb María Fernanda Gañán, després de la guerra, el novembre de 1946, van fundar plegats la revista cinematogràfica Fotogramas, que va esdevenir un referent de la crítica cinematogràfica espanyola i alhora una plataforma crítica contra la política cinematogràfica franquista. El 1950 va revista va concedir els premis anomenats aleshores "Placa San Juan Bosco", que en la dècada del 1970 canviaria el nom a Fotogramas de Plata. També va fundar revistes com Garbo i Cristal. La filla d'ambdós, Elisenda Nadal, es faria càrrec de la publicació en els darrers anys de la seva vida.